# Elliptio steinstansana
Elliptio steinstansana és una espècie de mol·lusc bivalve de la família Unionidae.

## Descripció
- Rarament supera els 55 mm de longitud.
- És, generalment, de color marró groguenc, i, a mesura que envelleix, esdevé marronós.[3]

## Reproducció
Les femelles esdevenen gràvides des de finals del maig fins a principis del juny. Les larves són alliberades a finals del juny però es desconeix les espècies de peixos que són emprades com a hostes.

## Hàbitat
Viu en rius de corrent relativament ràpid, de fons sorrencs o de grava i amb una qualitat de l'aigua de bona a excel·lent.

## Distribució geogràfica
Es troba als Estats Units: Carolina del Nord.

## Longevitat
La seua esperança de vida és de 12 anys.